# Jens Harder

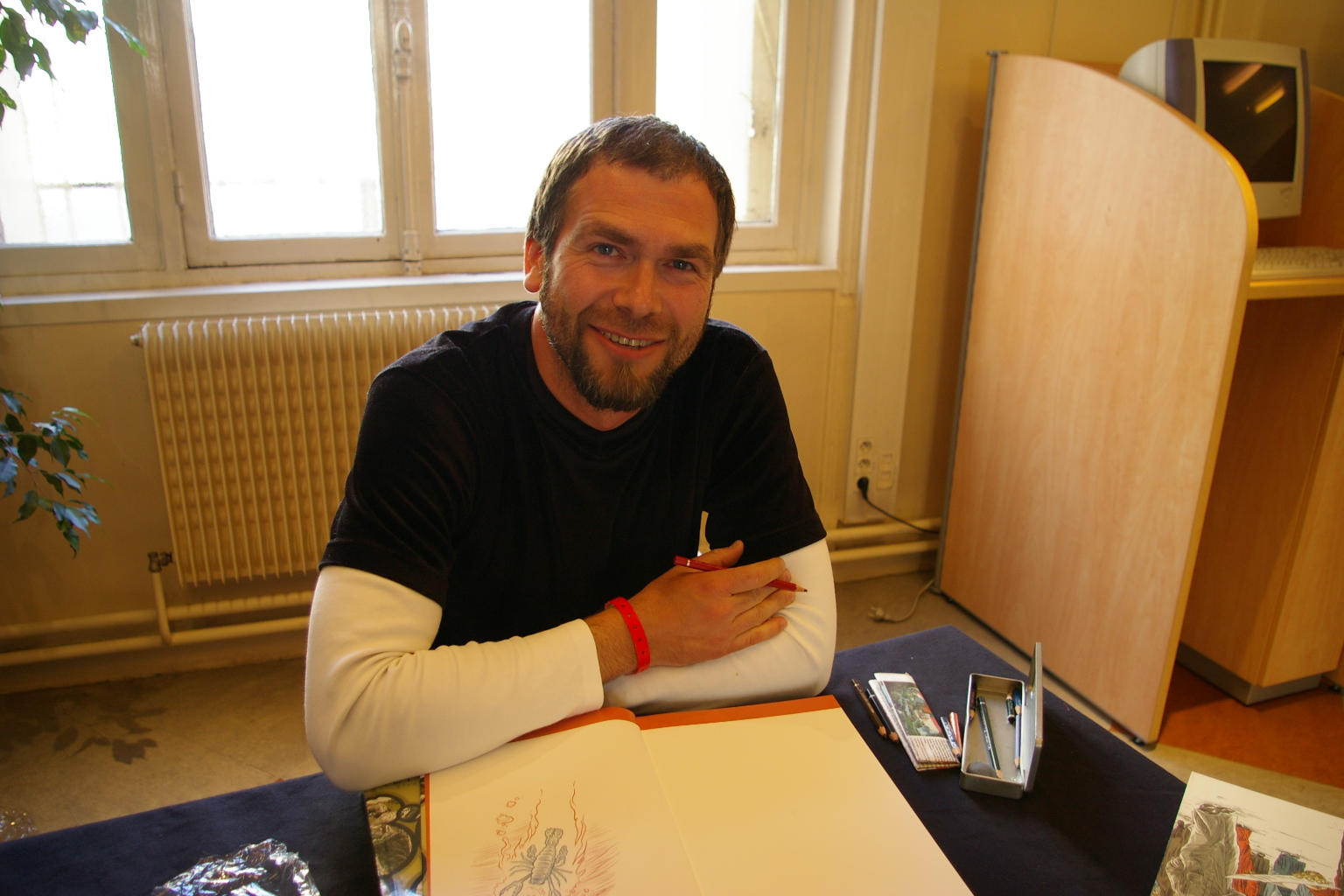
Jens Harder (2011)

Jens Harder (* 1970 in Weißwasser) ist ein deutscher Comiczeichner und Illustrator, der zweimal für seine Alben den Max-und-Moritz-Preis erhielt.

## Leben und Werk
Von 1996 bis 2002 studierte Harder Kommunikationsdesign an der Kunsthochschule Berlin-Weißensee. 1999 gründete er zusammen mit Studienkollegen die Comicgruppe Monogatari, in deren Kollektivalben er in der folgenden Zeit eigene Beiträge veröffentlichte. Auch für diverse Zeitungen und Zeitschriften (unter anderem scheinschlag, Strapazin und Tagesspiegel) arbeitete er.
Sein erstes eigenes Buch brachte er 2003 bei dem französischen Label Éditions de l’An 2 heraus, da er für das ambitionierte Werk keinen deutschen Verleger gefunden hatte. Das etwa 150 Seiten umfassende Album mit dem Titel Leviathan ist eine dramatisierte Geschichte um einen Pottwal und beinhaltet außer Literaturzitaten von beispielsweise Herman Melville und Thomas Hobbes, die in vier Sprachen abgedruckt sind, keinen Text. Für dieses Werk wurde Harder beim Comic-Salon Erlangen 2004 mit dem Max-und-Moritz-Preis in der Kategorie „Beste deutschsprachige Comic-Publikation“ ausgezeichnet.
2005 arbeitete er für das Goethe-Institut in Tel Aviv an einer Comicreportage, die als Teil der Anthologie Cargo veröffentlicht wurde.
Seine Bilder wurden bisher in verschiedenen deutschen Städten sowie in Aix, Basel, Belo Horizonte, Córdoba, Genf, Jerusalem, Lissabon, Oslo, Paris, Tel Aviv, Zürich und anderen Städten ausgestellt.
In einer fünfjährigen Arbeit von 2004 bis 2009 entstand für den französischen Verlag Actes Sud beim Label Editions de l’an 2 das aus 352 Seiten bestehende Album Alpha. Es thematisiert die gesamte Evolutionsgeschichte bis zum Auftreten des Menschen. Dabei wurde er mit dem Förderpreis des e.o.plauen Preises 2007 unterstützt. Die deutschsprachige Ausgabe erschien im Juni 2010 beim Carlsen Verlag. Jens Harder wurde wie schon 2004 für sein Buch mit dem Max- und Moritz-Preis 2010 für die „beste deutschsprachige Comic-Publikation“ ausgezeichnet. Zuvor gab es bereits eine Ausstellung unter dem Titel Alpha … Evolutionäre Bildgeschichten mit Jens Harders Zeichnungen im Naturkundemuseum Karlsruhe, die vom 3. Dezember 2009 bis zum 7. März 2010 zu sehen war. 2014 erschien Beta Civilizations. Teil 1, das die menschliche Zivilisationsgeschichte bis zur Geburt Jesus Christus zum Thema hat. Der zweite Band von Beta soll 2020 erscheinen, zudem ist noch Gamma in Vorbereitung. 2011 erhielt er für Alpha auch den Hans-Meid-Preis für Buchillustration.

## Kritiken
Über Alpha und Beta:

„Es ist der ehrgeizigste Comic der Welt, und er entsteht in Berlin: Jens Harder zeichnet die Geschichte der Menschheit vom Urknall bis zur Gegenwart. Für den ersten Band ‚Alpha‘, der 14 Milliarden Jahre abbildet und mit dem Erscheinen des Menschen im Holozän endet, brauchte der Künstler fünf Jahre. Jetzt arbeitet er an ‚Beta‘ und ist gerade am Beginn der Religion angekommen.“

„Jens Harders «Beta … Civilisations» sprengt alle Kategorien. Es ist ein Comic, ein Bilderbuch, ein Geschichtsbuch, ein Sachbuch, ein phantastischer Trip. Harder verbindet Natur- und Kulturwissenschaften, Schöpfungsmythen, Anthropologie, Archäologie, Geschichte und die menschliche Imagination, unsere Träume und Visionen zu einem aussergewöhnlichen Comic-Abenteuer über die grösste aller Geschichten, die Geschichte unseres Planeten.“